# Wonderful Electric
Wonderful Electric är ett livevideoalbum av Goldfrapp, utgivet 27 september 2004 av Mute Records. Den lanserades i form av dubbel-DVD och består av två separata konsertframträdanden; skiva 1 med 15 låtar från Somerset House, London den 13 juli 2003, och skiva 2 med 12 låtar från Shepherds Bush Empire, London den 4 december 2001.
Den 11 oktober 2004 släpptes fyra av låtarna även på en digital EP med samma namn.
Orden 'wonderful electric' nämns upprepande gånger i refrängen till låten "Strict Machine".

## Låtlista, dvd
Live at Somerset House
1. "Deep Honey"
2. "Human"
3. "Lovely Head"
4. "Crystalline Green"
5. "Train"
6. "Utopia"
7. "Tiptoe"
8. "Deer Stop"
9. "Twist"
10. "Strict Machine"
11. "Pilots"
12. "Slippage"
13. "Yes Sir"
14. "Black Cherry"
15. "Twisted Summer" (Documentary)

Live at Shepherds Bush Empire
1. "Paper Bag"
2. "Human"
3. "Deer Stop"
4. "Lovely Head"
5. "Pilots"
6. "Little Death"
7. "Felt Mountain"
8. "Utopia"
9. "U.K. Girls (Physical)"
10. "Sartorious"
11. "Horse Tears"
12. "Trip to Felt Mountain" (Documentary)

## Låtlista, digital EP
1. "Strict Machine" (Live from Somerset House) – 4:36
2. "Train" (Live from Somerset House) – 5:02
3. "Tiptoe" (Live from Somerset House) – 5:13
4. "Lovely Head" (Live from Shepherd's Bush Empire) – 3:57

## Medverkande
Goldfrapp
- Alison Goldfrapp - sång
- Will Gregory - keyboard, synthesizer

Produktion
- Ebby Acquah och Paul Kendall - inspelning
- Kevin Metcalfe - mastering
- Dave Pemberton, Kevin Paul, David Lord, Will Gregory - mixning

Musiker
- Andy Davis - keyboard, gitarr
- Paul Clarvis - slagverk
- Charlie Jones - bas, keyboard
- Rowan Oliver - trummor, slagverk (Roland Octapad), altfiol
- Angie Pollock - keyboard, bakgrundssång
- Davide Rossi - fiol, keyboard, bakgrundssång
- Stränginstrument:
  - Wilfred Gibson,
  - Timothy Good,
  - Michael McMenemy,
  - David Ogden